# باشگاه فوتبال دینامو زوگدیدی
باشگاه فوتبال دینامو زوگدیدی (به لاتین: Dinamo Zugdidi) یک باشگاه و تیم فوتبال در گرجستان است.